# Sturmgeschütz-Abteilung 428
De Sturmgeschütz-Abteilung 428 was tijdens de Tweede Wereldoorlog een Duitse Sturmgeschütz-eenheid van de Wehrmacht ter grootte van een afdeling, uitgerust met gemechaniseerd geschut. Deze eenheid was een zogenaamde Heerestruppe, d.w.z. niet direct toegewezen aan een divisie, maar ressorterend onder een hoger commando, zoals een legerkorps of leger.
Deze Sturmgeschütz-eenheid kwam nooit in actie en werd voortijdig weer opgeheven.

## Krijgsgeschiedenis

### Sturmgeschütz-Abteilung 428
Sturmgeschütz-Abteilung 428 werd opgericht in Jüterbog op 10 februari 1942. De oprichting werd nooit voltooid.

### Einde
De Sturmgeschütz-Abteilung werd op 4 mei 1942 opgeheven en als Geräteeinheit onder bevel gesteld van het 11e Leger op de Krim.

## Samenstelling
- Staf
- 1e Batterij
- 2e Batterij
- 3e Batterij

## Commandanten
| Rang      | Naam        | Begin            | Eind         |
| --------- | ----------- | ---------------- | ------------ |
| Hauptmann | Martin Buhr | 10 februari 1942 | 1 april 1942 |